# Campsicnemus eximius
Campsicnemus eximius är en tvåvingeart som beskrevs av Hardy och Linda M. Kohn 1964. Campsicnemus eximius ingår i släktet Campsicnemus och familjen styltflugor. Inga underarter finns listade i Catalogue of Life.